# Road Movie (album)
Road Movie (2002) je název třetího řadového alba skupiny Traband. Tvoří ho 11 písniček a jedna instrumentálka (Radio Sara). Album bylo pokřtěno 31. října 2002 v Praze na Dobešce.

## Seznam písní
1. Intro: Ať žije bigbít!
2. Černý kafe
3. Měla jsem já pejska
4. Tlustý muž
5. Holubi / Škodná
6. Dušan
7. Můj táta a já
8. Radio Sara
9. Koleda
10. Viděl jsem člověka
11. Na konci cesty
12. Road Movie
13. Žižkovská romance

Na webu kapely je pak možnost ještě stáhnout dva mp3 bonusy (Ça bouge ici! a Šup šup do auta!), což jsou – podobně jako Intro – nahrané a smixované zvuky a ruchy z cest po Francii.

Intro : Ať žije bigbít je nahráno v létě 2002 v Paříži a Ça bouge ici! v Provence. Tyto dvě nahrávky se na webu skupiny objevily již na podzim 2002, Ça bouge ici! pak ale na nějaký čas zmizela.

## Obsazení
Album Traband nahrál ve složení: Jarda Svoboda (akordeon, kytara, zpěv), Evžen Kredenc (banjo, zpěv), Jana Modráčková (trumpeta, zpěv), Robert Škarda (tuba), Jakub Schmid (baskřídlovka) a Petr Vizina (bicí).

V písni Koleda hostuje tzv. Dětský pěvecký sbor Svoboda.